# Phelister nanus
Phelister nanus är en skalbaggsart som beskrevs av Schmidt 1889. Phelister nanus ingår i släktet Phelister och familjen stumpbaggar. Inga underarter finns listade i Catalogue of Life.